# Liraglutid

Liraglutids kemiska formel.

Liraglutid (varumärkesnamn: Victoza eller Saxenda) är ett långtidsverkande medel för behandling av diabetes och övervikt som har utvecklats av Novo Nordisk.